# ノーベル製菓
ノーベル製菓株式会社（ノーベルせいか、英: NOBEL Confectionery Co., Ltd.）は大阪府大阪市生野区に本社を置く、主にキャンディを中心とする製菓会社である。のど飴の製造で知られる。

## 概要
藤澤長治が、1929年（昭和4年）に、大阪市東成区で「大長製菓所」を創業する。創業当初は「星カブト印」の商標でキャンディの製造を行っていた。のちに現在の本社を置く大阪市生野区に移転。その後、戦中、戦後の食糧難の時代の下、配給用パンやキャラメルなど製造品目は幾度も変遷しながら、1949年（昭和24年）に湯川秀樹がノーベル物理学賞を受賞した際に、「ノーベル」の登録商標を得る。1952年（昭和27年）にはノーベルジュース糖、ノーベル賞飴を発売。これらがロングセラーとなり、1959年（昭和34年）には、社名をノーベル製菓に改称する。
1980年代には眠気覚まし用に「スーパーレモンキャンディ」を発売し、ロングセラーにすると、その後も「VC-3000のど飴」（1996年発売）「はちみつきんかんのど飴」（1998年発売）「男梅」（2007年発売）等のヒット商品を多数世に送り出している。
社名における「ノーベル」は、創業者の藤澤が湯川と交友関係にあったことによるもので、ノーベル賞から名を取ったものであるため、創設者のアルフレッド・ノーベルとは無関係である。

## 沿革
| 年度                   | 出来事                                                                                |
| ---------------------- | ------------------------------------------------------------------------------------- |
| 1929年（昭和4年）10月  | 星カブト印キャンディドロップの生産を大阪市東成区東小橋大長製菓所にて創業              |
| 1935年（昭和10年）5月  | 大阪市生野区中川町に移転。大長製菓合名会社に商号変更                                  |
| 1944年（昭和19年）10月 | 材料統制のための大阪府の配給用パンの製造を行なう                                      |
| 1947年（昭和22年）5月  | 大長食品株式会社を資本金19万5千円にて設立。工場を大阪市生野区腹見町一丁目36番地に建設 |
| 1948年（昭和23年）11月 | 大阪府C食指定許可工場となり、配給用キャラメルの生産を行う                             |
| 1949年（昭和24年）     | 湯川秀樹博士ノーベル賞受賞と同時にノーベルの登録商標を出願                            |
| 1951年（昭和25年）     | ノーベルの登録商標を得る                                                              |
| 1952年（昭和26年）     | ノーベルジュース糖、ノーベル賞飴を発売                                                |
| 1953年（昭和27年）5月  | 資本金を600万円に増資                                                                 |
| 1956年（昭和31年）9月  | 大阪市生野区巽矢柄町に本社を移転                                                      |
| 1959年（昭和34年）4月  | ノーベル製菓株式会社に商号変更                                                        |
| 1960年（昭和35年）8月  | 大阪市生野区巽矢柄町550番地に工場を新築移転                                           |
| 1963年（昭和38年）4月  | 大阪営業所、東京営業所を開設                                                          |
| 1964年（昭和39年）9月  | 火災により巽矢柄町生産工場3,600を全焼                                                 |
| 1965年（昭和40年）4月  | キャンデー工場及び厚生施設、チョコレート工場をそれぞれ復興、完成                      |
| 1968年（昭和43年）10月 | 名古屋営業所を開設                                                                    |
| 1968年（昭和43年）12月 | ゼリービンズ工場、社員寮完成                                                          |
| 1971年（昭和46年）8月  | 資本金を2400万円に増資                                                                |
| 1972年（昭和47年）2月  | 資本金を3600万円に増資                                                                |
| 1972年（昭和47年）10月 | 福岡営業所、広島営業所を開設                                                          |
| 1977年（昭和52年）3月  | 資本金を4780万円に増資                                                                |
| 1980年（昭和55年）12月 | 資本金を5000万円に増資                                                                |
| 1981年（昭和56年）11月 | 西ドイツ、ロバートボッシュ社製、ソフトキャンデー製造ライン完成                        |
| 1983年（昭和58年）8月  | 全自動キャンデークッカー設置                                                          |
| 1986年（昭和61年）4月  | 新社屋（大阪市生野区巽北四丁目10番2号）完成                                           |
| 1987年（昭和62年）12月 | 資本金を6050万円に増資                                                                |
| 1988年（昭和63年）7月  | 東京本部開設、東京営業所を移転                                                        |
| 1988年（昭和63年）8月  | 自動ハードキャンデー製造ライン完成                                                    |
| 1990年（平成2年）12月  | 資本金を7187万4千円に増資                                                             |
| 1996年（平成8年）8月   | 三重県名張市西田原2090番地に三重工場第一工場竣工                                      |
| 1999年（平成11年）12月 | 資本金を8130万円に増資                                                                |
| 2002年（平成14年）7月  | 三重工場第二工場竣工                                                                  |
| 2005年（平成7年）10月  | グミキャンデー製造ライン完成                                                          |
| 2008年（平成10年）9月  | 自動ハードキャンデー製造ライン完成                                                    |
| 2010年（平成12年）12月 | 三重県名張市新田800番地に三重美旗工場、物流センター竣工                               |
| 2011年（平成23年）10月 | 仙台営業所を開設                                                                      |
| 2013年（平成25年）2月  | 最新鋭タブレット製造ライン完成                                                        |
| 2013年（平成25年）3月  | クリーンエナジー事業、美旗ソーラーシステム稼働                                        |
| 2013年（平成25年）10月 | 三重工場バイオガス発電システム稼働                                                    |
| 2015年（平成27年）10月 | ISO22000 取得 (三重工場)                                                              |
| 2019年（令和元年）5月  | 三重美旗工場竣工、最新鋭グミキャンデー製造ライン完成                                  |
| 2019年（令和元年）11月 | ISO22000 取得 (三重美旗工場)                                                          |
| 2021年（令和3年）12月  | FSSC22000 取得(三重工場・三重美旗工場)                                                |

## 主な製品

### VC-3000のど飴

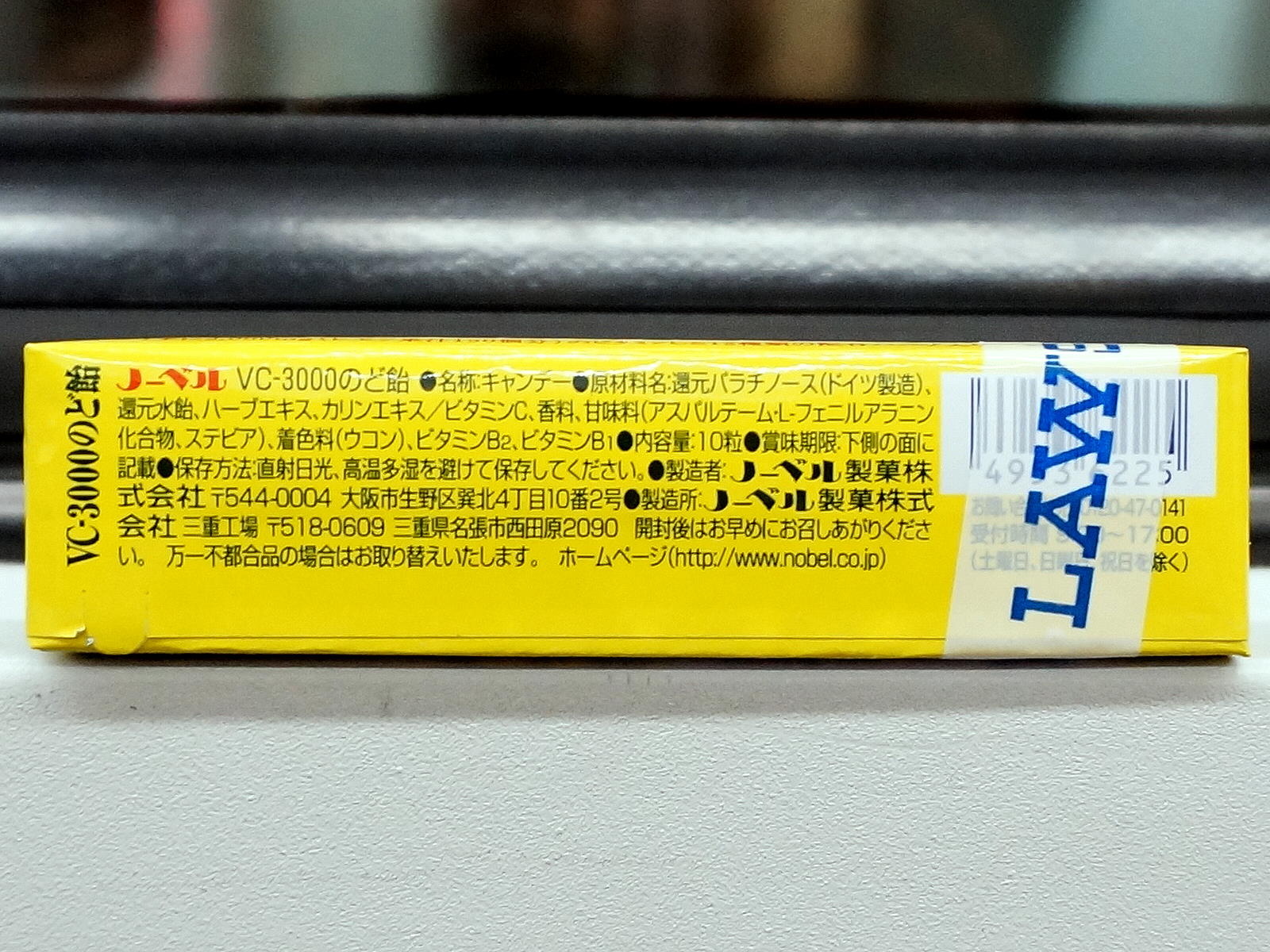
VC-3000のど飴

1996年発売。ノーベル製菓の看板商品の一つである。
1998年よりCMキャラクターに天童よしみを起用した際、「なめたらあかん〜」のキャッチコピーやCMソングが大受けして5〜10倍の売り上げを記録した。「なめたらあかん」はVC-3000のど飴のキャッチコピーとしてだけでなく、天童自身のキャッチコピーとしても使われている。
その後も天童のCMは十二単などの派手なコスプレをして話題になったが、天童は2023年の放映を最後に、CMから降板した。
2024年11月5日の放映開始より、WEST.が新たにCMキャラクターを務めるようになったが、「なめたらあかん」のCMソングは天童から継承した。

### 男梅
ノーベル製菓による梅加工製品のシリーズ。キャッチコピーは「男を磨く梅がある」。
シリーズ第1弾の「男梅キャンデー」は2007年発売。「男梅グミ」や「男梅シート」などのシリーズが発売されている。
また、2013年よりサッポロビールからコラボ製品の「男梅サワー」が発売されている。
マスコットキャラクターは「男梅蔵」。着ぐるみに入ったまま滝行や空手などの荒いCMが特徴。SEGAのクレーンゲームの景品にもなっている。

### その他
- スーパーレモンキャンディ
- ノーベル黒飴
- のど黒飴（TVCM：瀬川瑛子、トドクロちゃん）
- はちみつきんかんのど飴
  - TVCM：はちのすけ、えなりかずき→山崎まさよし（歌のみ）、過去には石田純一と杉本彩、山田花子、持田香織、宮本恒靖等がCMに出演していた。
- ナタデココソーダ
- シークヮーサーのど飴
- サワーズグミ（TVCM：亀梨和也）→シンサワーズグミ（TVCM：吉田凜音）
- レモンのつぼ
- ねりり梅ねり
- くちどけまんまるラムネ

### 過去に発売していた商品
スーパーミントキャンディ
アマンドキッス（当時関西で絶大な人気を集めていたグループサウンズの加藤ヒロシとザ・リンドアンドリンダースがTVCMに出演）
柿の種飴
1996年発売。柿の種入りのキャンディ。
Cocori
ナタデココみたいな新食感グミ。マスカット味とピーチ味の二種類。「ナタデココソーダ」と入れ替わり発売を終了。
クロスファイト ビーダマン→クロスファイト ビーダマンeSグミ
テレビアニメ『クロスファイト ビーダマン』と『クロスファイト ビーダマンeS』の味が広がるグミ。2012年6月16日に無印版が、2013年5月17日にeS版がそれぞれ発売された。
ビーストサーガグミ
2012年7月10日に発売。内容としては、ライオーガがコーラ味、キラーシャークがソーダ味、キャプテンイーグルがメロンシェイク味として発売。

## テレビCM
ノーベル製菓の開発部長（当時）によると、「新発売から2年後にCMを始める」という規定を作っており、新ジャンルのブランドの発売から2〜3年様子を見てから、売上が好調なものを選び、その商品がもっと売れる様にCMを作るという。
CMは主に歌のみで構成される。
アマンドキッス
- 加賀テツヤ／加藤ヒロシとザ・リンドアンドリンダース

はちみつきんかんのど飴
- 山田花子（2000年10月1日 - 2003年）
- 持田香織（2003年 - 2005年）
- 宮本恒靖・はちのすけ（2005年 - 2006年）

はちのすけは現在も出演中。2009年からは弟のちびのすけも登場する。
- 石田純一・杉本彩（2006年 - 2007年）
- えなりかずき（2007年 - 2015年）

いずれも15秒版のみ。えなりは歌唱のみで登場し、「だから毎日おもしろい イェイ♪」というフレーズが有名。この曲のフルバージョンは「だから毎日おもしろい」というタイトルで「おーい空よ」（根本美緒とのデュエット曲）のカップリング曲として収録されている。CMバージョンとCDバージョンではアレンジが違う。
- 山崎まさよし（2015年 - 現在）

VC-3000のど飴
- 天童よしみ（1998年 - 2023年）
- WEST.[5]（2024年11月5日 - 現在）

のど黒飴
- 森公美子（2001年10月15日 - 2004年）

15秒版のみ。沖縄民謡版とゴスペル版の2種類が存在した。最後にシーサーが「おいシーサー」と喋り終了となる。
- 瀬川瑛子・トドクロちゃん（声：伊藤えん魔）（2004年 - 現在）

いずれも15秒版のみ。瀬川の「♪黒いトドだよトドクロちゃん」のフレーズが有名。
サワーズグミ→シンサワーズグミ
- 亀梨和也（KAT-TUN）（怪人カメカメ）
- 吉田凜音

男梅
- 高政実夏・男梅蔵

ペタグーグミ
俺のミルク

## 事業所
- 本社 - 大阪府大阪市生野区巽北4丁目10-2
- 大阪営業所 - 大阪府大阪市生野区巽北4丁目9-9 藤和ビル2F
- 三重工場 - 三重県名張市西田原2090
- 三重美旗工場 - 三重県名張市新田800
- 東京営業所 - 東京都中央区日本橋浜町1丁目2-1 日本橋セントラルビル2F
- 仙台営業所 - 宮城県仙台市青葉区国分町1丁目6-9 マニュライフプレイス仙台2F
- 名古屋営業所 - 愛知県名古屋市中村区名駅2丁目45-14 日石名駅ビル2F
- 広島営業所 - 広島県広島市南区的場町1丁目1-21 クリスタルタワー401号
- 福岡営業所 - 福岡県福岡市博多区博多駅東1丁目16-14 リファランス駅東ビル6F
かつてはの生野区の本社内に工場を置いていたが、工場の老朽化と本社周辺の都市化が進んだことに伴い閉鎖され、名張市の工場に統合された。本社工場の跡地は更地になったが、一部が社員専用の駐車場になっている。

## スポンサー番組

### 現在
- 火ドラ★イレブン（カンテレ制作・フジテレビ系列）
- 華丸丼と大吉麺（朝日放送テレビ・テレビ朝日系列)

### 過去
- リア突WEST（朝日放送テレビ・テレビ朝日系列)
- 小川宏ショー（フジテレビ、1960年代）
- 歌謡ハラハラサンデー（テレビ朝日、1977年頃）
- 日本テレビ水曜10時ドラマ枠
- ニュースステーション→報道STATION（テレビ朝日、木曜、2001年4月から2013年9月までスポンサー。）
- ぐるぐるナインティナイン（木曜 19時56分 - 20時54分、日本テレビ系列。2023年9月までスポンサー。）
- ひめチェン! おとぎちっくアイドル リルぷりっ（テレビ東京）